# Beakley-Gletscher
Der Beakley-Gletscher ist ein Gletscher vor der Bakutis-Küste des westantarktischen Marie-Byrd-Lands. Er fließt auf der Westseite der Duncan-Halbinsel der Carney-Insel in nördlicher Richtung zur Amundsen-See.
Der United States Geological Survey nahm anhand von Luftaufnahmen der United States Navy bei der Operation Highjump (1946–1947) eine Positionsbestimmung des Gletschers vor. Das Advisory Committee on Antarctic Names benannte ihn nach Vizeadmiral Wallace Morris Beakley (1903–1975), stellvertretender Leiter der Marineoperationen für Schiffeinsätze und Bereitschaftsdienste im Rahmen des Internationalen Geophysikalischen Jahres (1957–1958).